# 宋圭 (嘉靖進士)
宋圭（1492年—？年），字元錫，直隶保定府新城縣（今高碑店市）人，明朝政治人物。

## 生平
幼年失去雙親，由伯兄撫育。年十六，始奮志讀書，穎敏非常。治《易經》，行二，由國子生中式順天府鄉試第八名舉人，年三十二歲中式嘉靖二年（1523年）癸未科會試第一百十一名，第二甲第二十名進士。授南京戶部主事，四年抽分淮安，進羡餘銀八千餘兩入內帑。陞郎中，嘉靖八年（1529年）改潞州為潞安府，任命宋圭为首任知府，奏绩称最，除徐州兵备副使，锄强扶善，風紀凛然。官至陕西行太仆寺卿，禁革夙弊。升辽东巡抚，未上任而卒。

## 家族
曾祖宋貴，旌表義民。祖父宋文。父宋麟，知县。母张氏。永感下。兄宋奎。